# Château de Montausier
Le château de Montausier est un château fort qui se trouvait dans la paroisse de Sainte-Radegonde, actuellement Baignes-Sainte-Radegonde en Charente. Il était, avant sa destruction en 1793, l'une des demeures des Sainte-Maure et siège du duché-pairie de Montausier, créé en 1665. Charles de Sainte-Maure y est né en 1610.
Le château de Montausier a été saisi puis détruit pendant la Révolution, il en reste aujourd'hui une large tour, la tour de Montausier, parfois appelée donjon et une fontaine voûtée, la Font-Madame.
Un petit castel, appelé manoir de l'abbé Michon du nom de son constructeur et architecte, l'abbé Michon, inventeur de la graphologie, s'élève à une trentaine de mètres à l'ouest de la tour de Montausier et à une centaine de mètres au sud du lieu-dit le Château. Le castel est situé à proximité des vestiges du château de Montausier pour certains, sur l'emplacement même des anciens vestiges, pour d'autres.
Le manoir a été édifié entre 1871 et 1879. Il a pu, compte tenu de sa proximité géographique avec la "Tour de Montausier" et de son architecture du XIXe siècle à deux tours crénelées évoquant des fortifications médiévales, être assimilé à l'ancien château. En 1878, dans son ouvrage sur la graphologie, son constructeur lui-même le désignait comme le château de Montausier,, de même qu'aujourd'hui encore certaines sources,. Cependant, les sources spécialisées dans le patrimoine distinguent le château de Montausier du manoir de l'abbé Michon,.

## Toponymie
Indiqué sous le nom Montaussier sur la carte des Cassini.

## Historique
Siège d'une viguerie à la fin du Xe siècle, le fief de Montausier est attesté aux Taillefer, premiers comtes d'Angoulême dès le début du XIe siècle.
En 1214, il passe par mariage au frère du seigneur de Barbezieux, Olivier de Chalais.
Le fief est érigé en baronnie et passe aux Sainte-Maure par mariage en 1320. La baronnie ressortait de la sénéchaussée d'Angoulême, les seigneurs de Montausier rendaient hommage au comte d'Angoulême et avaient le droit de haute, moyenne et basse justice. La châtellenie de Montausier formait avec sa voisine Chaux le Petit Angoumois, qui était à partir du XVIe siècle une enclave de l'Angoumois en Saintonge. La châtellenie de Montausier regroupait tout ou partie d'une dizaine de paroisses, dont Sainte-Radegonde, lieu du château.
En 1487, le seigneur de Montausier, Léon de Sainte-Maure, écuyer, est autorisé à faire rebâtir et fortifier son château, détruit par les Anglais.
La baronnie de Montausier fut élevée en marquisat en 1644, puis en duché-pairie en 1664, devenant avec Villebois-Lavalette et La Rochefoucauld, l'un des trois duchés-pairies de la province dépendant du gouvernement militaire de la Saintonge et de l'Angoumois.
Charles de Sainte-Maure, duc de Montausier (1610-1690) abjura le protestantisme en 1645. Il fut maréchal de camp, gouverneur de Saintonge et d'Angoumois, et de la Haute et Basse-Alsace, puis il fut nommé gouverneur du Grand Dauphin en 1668.
À la mort de Charles de Sainte-Maure, le château passe par mariage de sa fille aux Crussol, qui le gardèrent jusqu'à la Révolution, date à laquelle ils émigrèrent. Il est alors confisqué, puis intégralement détruit en 1793. Il ne reste qu'une tour d'angle encore visible de nos jours.
Après la Révolution, la paroisse de Sainte-Radegonde est devenue commune puis rattachée à Baignes en 1854 pour devenir Baignes-Sainte-Radegonde,.
En 1849, l'abbé Jean-Hippolyte Michon, archéologue et rédacteur de la Statistique monumentale de la Charente, acquiert le domaine de Montausier. Il réside plus souvent à Paris et effectue des voyages, mais à partir de la mort de son amie Émilie Devars en 1877, il réside définitivement à Montausier jusqu'à sa mort en 1881,.
En 1871, il fait construire pour y habiter un manoir à l'angle sud de l'ancien château,. Ses deux tourelles sont édifiées sur les bases de deux tours de l'ancienne enceinte ovoïde ou du château médiéval détruit.

## Architecture du château de Montausier
La large tour du XVe siècle et la fontaine sont les seuls vestiges du château détruit qui font l'objet d'un recensement dans l'Inventaire général du patrimoine culturel, mais on peut voir encore aujourd'hui les vestiges d'une ancienne chapelle, et d'anciennes douves.
L'inventaire réalisé en novembre 1671, après le décès de Julie d'Angennes, l'épouse du duc de Montausier, évoque également « un logis neuf » et d'autres petites tours,, et que le logis n'était plus habité que par un Suisse et un concierge.
En effet, après son mariage en 1645, Montausier semble avoir surtout vécu avec son épouse au château de Rambouillet, auquel il consacre plusieurs travaux de rénovation et d'agrandissement.
Cette large tour ovale comporte un rez-de-chaussée et deux étages, avec une pièce à chaque niveau. Elle présente encore ses consoles de crénelages sur mâchicoulis. Elle se situait à l'angle du château rectangulaire disparu. Des traces d'arrachement apparaissent sur le flanc ouest, trace de la démolition de l'aile principale du château, et une porte murée faisait communiquer la tour avec le corps de logis. Elle comporte deux excroissances cylindriques qui abritent chacune une vis.
Un plan du château est conservé en mains privées, mais une reproduction est conservée à l'Inventaire du patrimoine.
Un tableau, plus pittoresque mais moins précis, représentant le château, ses jardins ainsi que des personnages est conservé dans la famille des descendants.

Reproduction du château de Montausier avant son démantèlement en 1793.

D'après une restitution reproduite au début du XXe siècle sur une ancienne carte postale, le château aurait possédé deux ailes en retour d'équerre. La façade principale était cantonnée de deux tours rondes couronnées de mâchicoulis et couvertes en poivrières. Le corps de logis était composé de deux étages, et un étage en surcroît percé de lucarnes. L'aile en retour était flanquée d'une tour, sur sa façade côté cour, probablement un escalier à vis. La tour subsistante semble être celle de l'extrémité du logis.
L'ancienne grande allée centrale, appelée allée de Mail, aurait été incorporée au XIXe siècle dans la route départementale actuelle entre Baignes et Saint-Maigrin.
Une chapelle dédiée à la Sainte Vierge, déjà recensée au XIe siècle, se trouvait à proximité de l'ancien château.
Il reste aussi comme autre vestige la fontaine dite Font Madame, avec une inscription Marguerite de Châteaubriand et une année au quart illisible du XVIIe siècle. Marguerite de Chateaubriand était la mère du duc de Montausier. Selon certaines traditions, on prêtait à l'eau de cette fontaine des vertus thérapeutiques pour les maladies oculaires, selon d'autres, on venait y demander « prompt mariage ».
Des douves sont aussi visibles au lieu-dit éponyme, au nord-ouest.

## Architecture du manoir de l'abbé Michon

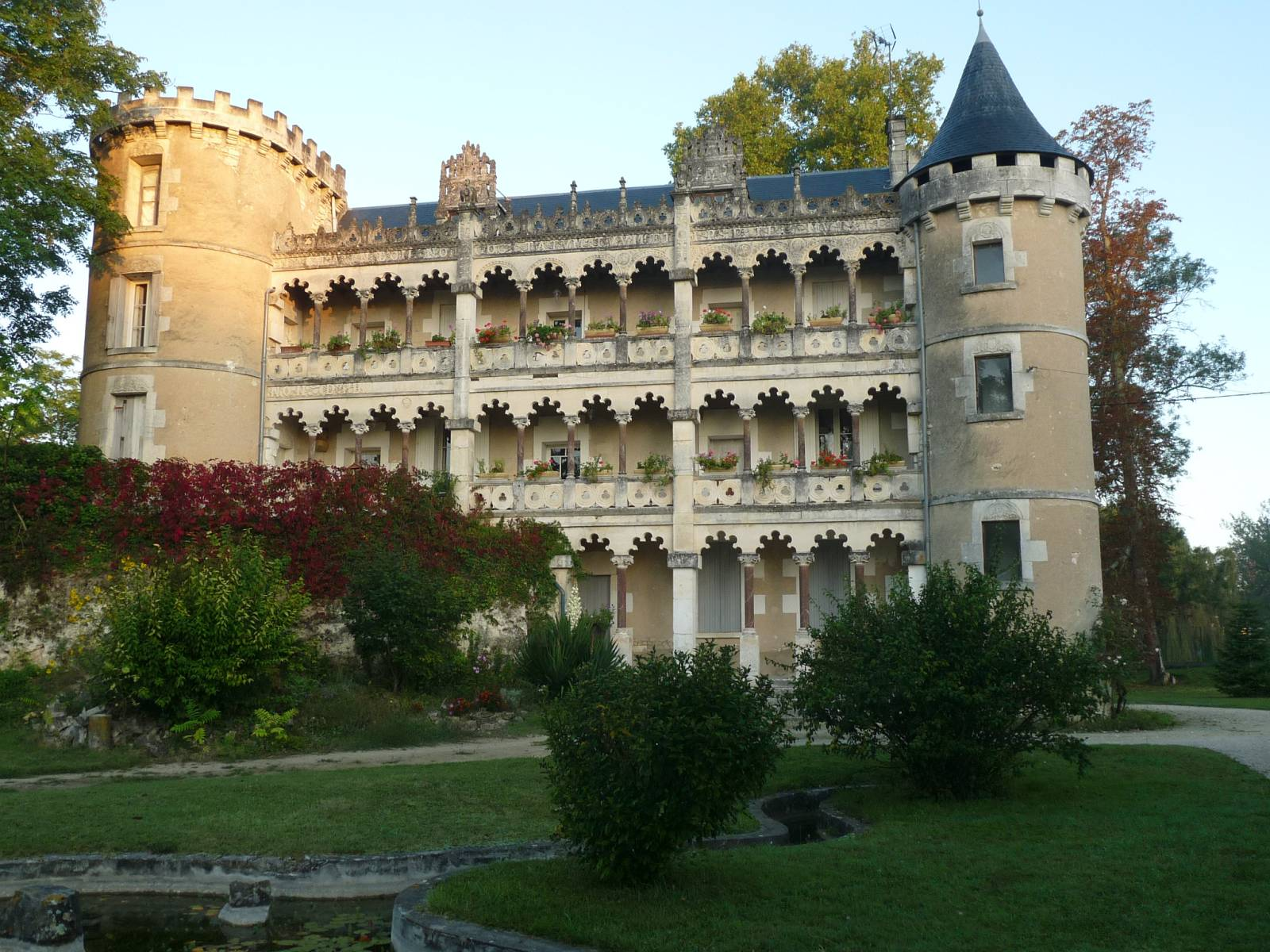
Manoir du XIXe siècle de l'abbé Michon.

Propriétaire d'un plant de vigne à Baignes où son frère Benjamin s'est installé comme médecin, l'abbé Michon aménage d'abord une cavité, à même la roche,, à une centaine de mètres au sud du lieu dit "les Douves", et tout près de l'ancien vestige du château, la Tour de Montausier.
C'est là, dans cette grotte aménagée par ses soins, qu'il se retire et s'adonne à l'écriture. On le surnomme « l'ermite de Montausier » allusion malicieuse à un autre ermite charentais, Jean-Louis Guez de Balzac. À l'emplacement de cette cavité, il fera édifier plus tard une des tours crénelées. En 1870, l'abbé a recours à un entrepreneur de la région, Collardeau.
Le manoir est une construction rectangulaire sur deux étages et flanquée de deux tours aux angles de sa façade principale, dont l'une est couverte par un parapet crénelé et une poivrière, et l'autre par une terrasse. Les tours sont cylindriques de diamètres différents et construites sur les bases de deux tours de l'ancien château ou de son enceinte,. Elles sont reliées par trois galeries superposées et bordées de fines colonnettes de marbre rose, réunies par des arcs polylobés.
La façade porte une inscription « 1879 M ET IACTA IN DOMINO COGITATUM TUUM ET IPSE TE ENUTRIET » ainsi qu'une autre sur la porte de la cave : « VIVAT BONUM VINUM SANCTAE RADEGONDIS »,.
Une partie des sculptures furent dessinées par un ami de l'abbé, l'oriententaliste Lottin de Laval, l'inventeur du procédé de moulage éponyme, inspirées de ses voyages en Asie et en Orient. L'Abbé lui-même aurait gravé et sculpté l'édifice.
Le manoir construit en 1871 est de style mauresque, clin d’œil espiègle aux anciens seigneurs de Montausier, les Sainte-Maure. Il demeure l'une des curiosités architecturales de la Charente.
Après la mort de l'abbé Michon en 1881, le manoir passe à ses neveux. En 1915, il appartenait aux Bardon.